# Александрия (Новомосковский район)
Александрия (укр. Олександрія) — село,
Перещепинский городской совет,
Новомосковский район,
Днепропетровская область,
Украина.
Код КОАТУУ — 1223210503. Население по переписи 2001 года составляло 12 человек.

## Географическое положение
Село Александрия находится на расстоянии в 2,5 км от села Свечановка и посёлка Вишневое.
Рядом проходит железная дорога, станция Платформа 134 км.